# Персеј Македонски
Персеј (грч: Περσέως, умро 165. или 162. п. н. е.) је био последњи краљ античке Македоније којом је владао од 179. до 168. п. н. е. када су га Римљани поразили у битки код Пидне. Персеј је уједно био и последњи представник династије Антигонида.
Персеј је био млађи син македонског краља Филипа V. Након завршетка Другог македонског рата започео је период римске доминације над хеленском државама јужног Балкана. Филипов старији син Деметрије путовао је у Рим као дипломатски посланик и одатле се вратио као римски штићеник. Љубоморни Персеј је наводно убедио оца да Деметрије припрема заверу и краљ је наредио да се његов старији син отрује. Када је Филип V умро 179. године Персеј га је наследио без потреса и без очекиваног противљења римске дипломатије.
По доласку на престо Персеј је почео да спроводи панхеленску политику. Оженио се Лаодиком, селеукидском принцезом, и склопио је савез са Епиром и са неколико илирских и трачких племена. Поред тога објавио је да ће обновити претходну величину и богатство целе Грчке.
Овакве објаве су Римљани схватили као најаву Персејевог покушаја да поново прошири македонски утицај у континенталној Грчкој. Сенат је наложио да се почну припреме војске за нови рат против Македоније. Повољна прилика се појавила када је пергамски краљ Еумен II, стари непријатељ Антигонида, оптужио Персеја да мења установљене законе тј. државна уређења грчких државица и тиме угрожава мир са Римљанима. Сенат је тада објавио Персеју Трећи македонски рат 171. п. н. е. У почетку македонски краљ је имао успеха и поразио је римског конзула Публија Лицинија Краса недалеко од Ларисе у Тесалији. Након тога Персеј је понудио мир који је сенат одлучно одбио. Пошто су Римљани поново поражени у покушају да упадну у Македонију из правца Илирије, Персеј је неуспешно понудио савез Еумену II и селеукидском краљу Антиоху III Великом. Рат је по Римљане кренуо успешније када је команду 168. преузео конзул Луције Емилије Паул који је 22. јуна 168. однео одлучну победу код Пидне.
Након тешког пораза Персеј је побегао на острво Самотраку али је убрзо натеран на безусловну предају Римљанима. Паул је краља ставио у кућни притвор, а око 500 најзагриженијих противника Рима у Македонији су побијени. Поред тога многи њихови истомишљеници су послати у прогонство. Македонија је подељена на четири мање републике које су биле под римским протекторатом. Персеј је 167. послат у Рим где је вођен у Пауловој тријумфалној поворци. Након тога заточен је у Италији где је и умро 165. или 162. од последица изгладњивања. Македонци су се 149. подигли на устанак против Римљана под вођством Андриска који се издавао за Персејевог сина али је након тога Македонија 148. претворена у римску провинцију.
У јуну 2005. године Персејева гробница је пронађена у близини данашњег града Лаквиле у централној Италији, недалеко од римског друма Вија Валерија. Поред представника италијанског министарства културе у ископавањима су узели учешћа и археолози из Северне Македоније.
Филозоф, природњак и историчар Посејдоније из Апамеје (135—51. п. н. е.) записао је како је Персеј први пренео руже у Хеладу.

## Породично стабло
|  |                        |  |  |  |  |  |  |  |  |  |  |  |  |  |  |  |
|  | 2. Филип V             |  |  |  |  |  |  |  |  |  |  |  |  |  |  |  |
|  |                        |  |  |  |  |  |  |  |  |  |  |  |  |  |  |  |
|  |                        |  |  |  |  |  |  |  |  |  |  |  |  |  |  |  |
|  | 1. Персеј Македонски   |  |  |  |  |  |  |  |  |  |  |  |  |  |  |  |
|  |                        |  |  |  |  |  |  |  |  |  |  |  |  |  |  |  |
|  |                        |  |  |  |  |  |  |  |  |  |  |  |  |  |  |  |
|  | 3. Polycratia of Argos |  |  |  |  |  |  |  |  |  |  |  |  |  |  |  |
|  |                        |  |  |  |  |  |  |  |  |  |  |  |  |  |  |  |
|  |                        |  |  |  |  |  |  |  |  |  |  |  |  |  |  |  |